# Активний регіон
Активний регіон — це тимчасове утворення в атмосфері Сонця, що характеризується сильним і складним магнітним полем. Активні регіони часто пов'язані з сонячними плямами та зазвичай є джерелом сильних вивержень, таких як корональні викиди маси та сонячні спалахи. Кількість та розташування активних областей на сонячному диску в будь-який момент часу залежить від циклу сонячної активності.

## Номери регіонів
Центр прогнозування космічної погоди присвоює спостережуваним активним регіонам на сонячному диску 4-значні номери наступного дня після першого спостереження. Номери активним регіонам присвоюють послідовно, безвідносно до їхнього розташування на поверхні Сонця, яскравості та інших властивостей. Наприклад, за першим спостереженням активної області 8090, або AR8090, послідувало спостереження AR8091. (AR — скорочення від англ. active region, активний регіон.)
Згідно з SWPC, номер присвоюють регіону, якщо він відповідає принаймні одному з наступних критеріїв:
1. Він містить групу сонячних плям класу C або вище, згідно з системою класифікації сонячних плям за модифікованими цюрихськими класами.
2. Він містить групу сонячних плям класу A або B, підтверджену щонайменше двома спостерігачами, бажано зі спостереженнями з інтервалом понад годину.
3. Він спричинив сонячний спалах із рентгенівським випромінюванням.
4. Він містить флокулу з яскравістю білого світла щонайменше 2,5 (за лінійною шкалою від 1 до 5, де 5 = спалах) та має протяжність щонайменше п'ять геліографічних градусів.
5. Він містить яскраву флокулу біля західного краю, з підозрою на зростання.

Номери регіонів досягли 10000 у липні 2002 року. Однак, Центр прогнозування космічної погоди продовжив використовувати 4-значний формат, додаючи початкові нулі.

## Магнітне поле

Сильно спрощена діаграма магнітного поля активної області, що ілюструє її біполярну структуру.

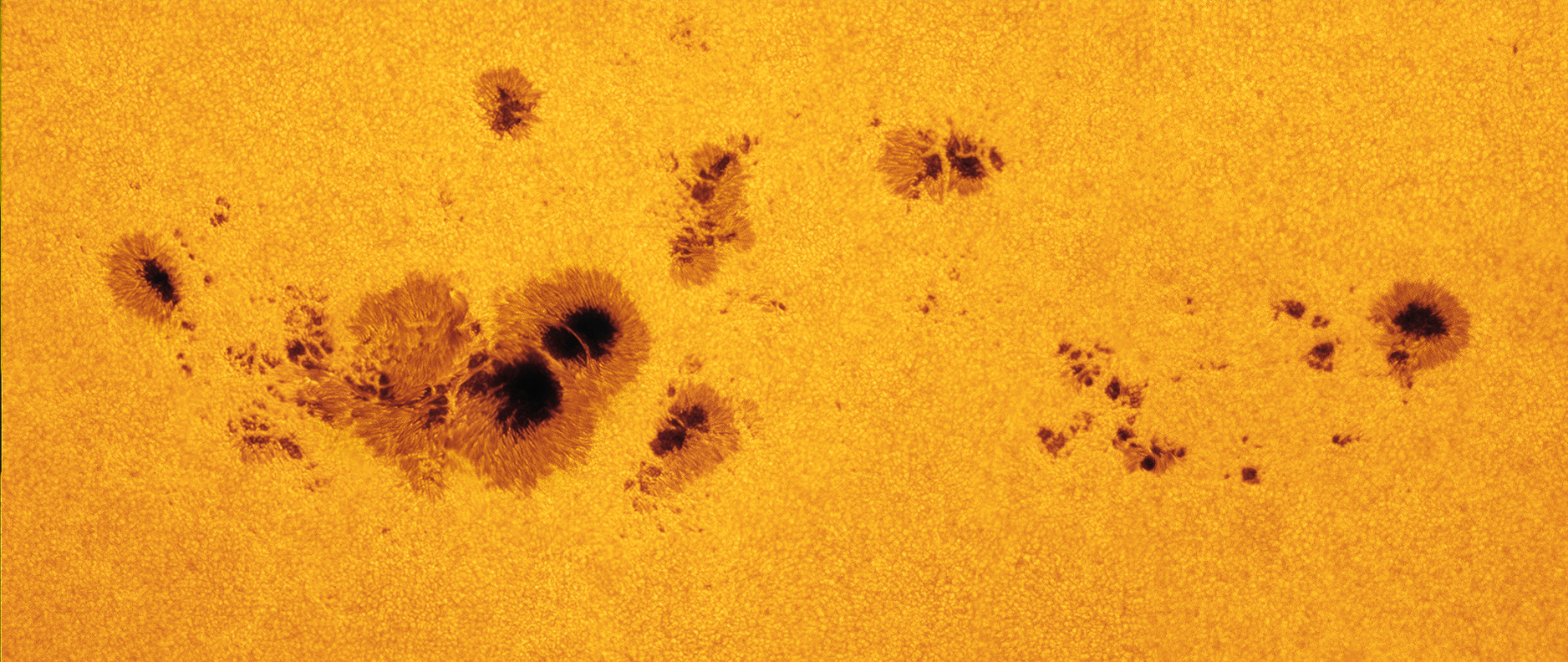
Активна область, що спостерігається у видимому світлі та показує групу сонячних плям.

### Класифікація Маунт-Вілсон
Система магнітної класифікації Маунт-Вілсон, також відома як система магнітної класифікації Гейла, — це метод класифікації магнітного поля активних регіонів. Вперше цю систему представили в 1919 році Джордж Еллері Гейл та його колеги, які працювали в обсерваторії Маунт-Вілсон. Спочатку вона включала лише класи α, β та γ, але пізніше, у 1965 році, була модифікована Г. Кюнцелем, включивши клас δ.
| Клас  | Опис |
| ----- | --- |
| α     | Активна область, що містить одну сонячну пляму або групу сонячних плям, усі з яких мають однакову магнітну полярність. Протилежна полярність все ще присутня, але вона слабка або недостатньо концентрована для утворення сонячних плям. |
| β     | Активна область зі щонайменше двома сонячними плямами або групами сонячних плям, що мають протилежну магнітну полярність. Також присутня проста нейтральна лінія між двома полярностями.                                                 |
| γ     | Активна область із сонячними плямами, що мають повністю змішану магнітну полярність. |
| β-γ   | Активна область зі щонайменше двома сонячними плямами або групами сонячних плям, які мають протилежну магнітну полярність (звідси β), але не мають чітко визначеної нейтральної лінії, що розділяла б протилежні полярності (звідси γ).  |
| δ     | Кваліфікатор для інших класів, що вказує на наявність тіней протилежної полярності в межах однієї півтіні, розділених геліографічною відстанню не більше 2°.                                                                             |
| β-δ   | Активна область з магнітним полем типу β і принаймні однією парою тіней протилежної полярності в межах однієї півтіні (звідси δ). |
| β-γ-δ | Активна область з магнітним полем типу β-γ і принаймні однією парою тіней протилежної полярності в межах однієї півтіні (звідси δ). |
| γ-δ   | Активна область з магнітним полем типу γ і принаймні однією парою тіней протилежної полярності в межах однієї півтіні (звідси δ). |

## Сонячні плями
Сильний магнітний потік, сконцентрований в активних областях, часто є достатньо сильним, щоб перешкодити конвекції. Без конвекції, яка переносить енергію з надр Сонця до фотосфери, температура фотосфери в цих регіонах знижується, і інтенсивність випромінювання зменшується. Ці області холоднішої плазми відомі як сонячні плями і часто з'являються групами. Однак не всі активні області мають сонячні плями.

## Спливання магнітних ліній
Активні області формуються в процесі спливання магнітних ліній, коли магнітні поля, згенеровані сонячним динамо у глибині Сонця, спливають з надр Сонця й виходять на поверхню:118.